# 4 × 100 meter stafett för damer i friidrott vid olympiska sommarspelen 2012

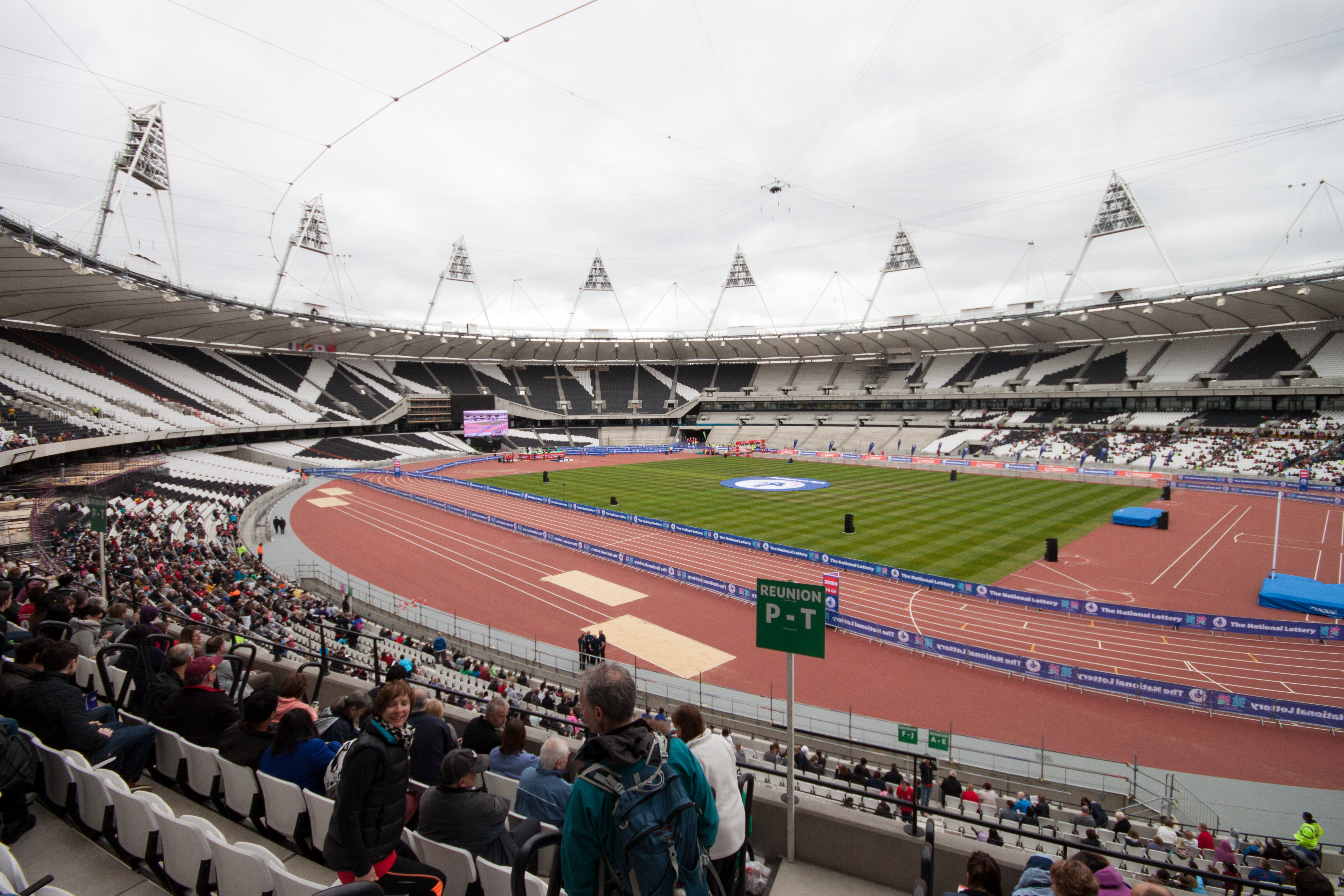
Londons Olympiastadion

Damernas stafett 4x100 meter vid olympiska sommarspelen 2012, i London i Storbritannien avgjordes den nionde och tionde augusti på Londons Olympiastadion. Tävlingen inleddes med en försöksomgång där alla nationer deltog för att kvalificera sig till finalen. I finalen deltog 8 antal nationer.  Jevgenija Poljakova, Aleksandra Fedoriva, Julia Gusjtjina och Julija Tjermosjanskaja från Ryssland var regerande mästare efter segern i Peking 2008.

## Medaljörer
| Event         | Guld                                                                                         | Guld                                                                                         | Silver | Silver | Brons                                                                 | Brons                                                                 |
| 4 x 100 meter | USA Allyson Felix Carmelita Jeter Bianca Knight Tianna Madison Jeneba Tarmoh Lauryn Williams | USA Allyson Felix Carmelita Jeter Bianca Knight Tianna Madison Jeneba Tarmoh Lauryn Williams | Jamaica Schillonie Calvert Veronica Campbell-Brown Shelly-Ann Fraser-Pryce Samantha Henry-Robinson Sherone Simpson Kerron Stewart | Jamaica Schillonie Calvert Veronica Campbell-Brown Shelly-Ann Fraser-Pryce Samantha Henry-Robinson Sherone Simpson Kerron Stewart | Ukraina Jelyzaveta Bryzhina Olesia Povch Maria Rjemjen Chrystyna Stuj | Ukraina Jelyzaveta Bryzhina Olesia Povch Maria Rjemjen Chrystyna Stuj |

## Rekord
Före tävlingarna gällde dessa rekord:
| Världsrekord (WR)     | Östtyskland Silke Gladisch-Möller Sabine Günther Ingrid Auerswald Marlies Göhr | 41,37 sekunder | Canberra, Australien | 6 oktober 1985 | [ 4 ] |
| Olympiskt rekord (OR) | Östtyskland · Romy Müller · Bärbel Wöckel · Ingrid Auerswald · Marlies Göhr    | 41,60 sekunder | Moskva, Ryssland     | 1 augusti 1980 | [ 5 ] |
| Världsårsbästa (WL)   | ej fastställt                                                                  | ej fastställt  | ej fastställt        | ej fastställt  |       |

## Program
Tider anges i lokal tid, det vill säga västeuropeisk sommartid (UTC+1).
9 augusti
- 20:20 – Försök

10 augusti
- 20:40 – Final

## Resultat

### Försöksomgång
Den inledande försöksomgången hölls den 9 augusti.

#### Heat 1
| Placering | Bana | Nation              | Tävlande                                                                   | Tid   | Noteringar |
| --------- | ---- | ------------------- | -------------------------------------------------------------------------- | ----- | ---------- |
| 1         | 2    | USA                 | Tianna Madison, Jeneba Tarmoh, Bianca Knight, Lauryn Williams              | 41,64 | Q, SB      |
| 2         | 4    | Trinidad och Tobago | Michelle-Lee Ahye, Kelly-Ann Baptiste, Kai Selvon, Semoy Hackett           | 42,31 | Q, NR      |
| 3         | 8    | Nederländerna       | Kadene Vassell, Dafne Schippers, Eva Lubbers, Jamile Samuel                | 42,45 | Q, NR      |
| 4         | 7    | Brasilien           | Ana Claudia Silva, Franciela Krasucki, Evelyn dos Santos, Rosângela Santos | 42.55 | q, AR      |
| 5         | 3    | Nigeria             | Christy Udoh, Gloria Asumnu, Oludamola Osayomi, Blessing Okagbare          | 42.74 | q, SB      |
| 6         | 9    | Bahamas             | Sheniqua Ferguson, Chandra Sturrup, Christine Amertil, Anthonique Strachan | 43.07 | SB         |
| 7         | 6    | Schweiz             | Michelle Cueni, Mujinga Kambundji, Ellen Sprunger, Léa Sprunger            | 43.54 | PB         |
| 8         | 5    | Japan               | Anna Doi, Kana Ichikawa, Chisato Fukushima, Yumeka Sano                    | 44.25 |            |

#### Heat 2
| Placering | Bana | Nation    | Tävlande                                                                         | Tid   | Noteringar |
| --------- | ---- | --------- | -------------------------------------------------------------------------------- | ----- | ---------- |
| 1         | 4    | Ukraina   | Olesia Povch, Chrystyna Stuj, Maria Rjemjen, Jelyzaveta Bryzhina                 | 42,36 | Q, SB      |
| 2         | 6    | Jamaica   | Samantha Henry-Robinson, Sherone Simpson, Schillonie Calvert, Kerron Stewart     | 42,37 | Q, SB      |
| 3         | 9    | Tyskland  | Leena Günther, Anne Cibis, Tatjana Pinto, Verena Sailer                          | 42,69 | Q          |
| 4         | 2    | Polen     | Marika Popowicz, Daria Korczynska, Marta Jeschke, Ewelina Ptak                   | 43.07 |            |
| 5         | 5    | Colombia  | Yomara Hinestroza, Norma González, Darlenis Obregón, Eliecith Palacios           | 43.21 | SB         |
| 6         | 7    | Ryssland  | Olga Belkina, Natalja Rusakova, Jelizaveta Savlinis, Aleksandra Fedoriva         | 43.24 | SB         |
| 7         | 3    | Belarus   | Alina Talaj, Katsiaryna Hantjar, Alena Daniljuk-Neŭmjarzjytskaja, Julia Balykina | 43.90 |            |
| i.u.      | 8    | Frankrike | Myriam Soumaré, Ayodelé Ikuesan, Lina Jacques-Sébastien, Johanna Danois          | i.u.  | DQ         |

### Final
Finalen ägde rum den 10 augusti.
| Placering | Bana | Nation              | Tävlande                                                                          | Tid   | Noteringar |
| --------- | ---- | ------------------- | --------------------------------------------------------------------------------- | ----- | ---------- |
| 1         | 7    | USA                 | Tianna Madison, Allyson Felix, Bianca Knight, Carmelita Jeter                     | 40,82 | WR OR      |
| 2         | 6    | Jamaica             | Shelly-Ann Fraser-Pryce, Sherone Simpson, Veronica Campbell-Brown, Kerron Stewart | 41,41 | NR         |
| 3         | 5    | Ukraina             | Olesia Povch, Chrystyna Stuj, Maria Rjemjen, Jelyzaveta Bryzhina                  | 42,04 | NR         |
| 4         | 2    | Nigeria             | Christy Udoh, Gloria Asumnu, Oludamola Osayomi, Blessing Okagbare                 | 42,64 | SB         |
| 5         | 8    | Tyskland            | Leena Günther, Anne Cibis, Tatjana Pinto, Verena Sailer                           | 42,67 |            |
| 6         | 9    | Nederländerna       | Kadene Vassell, Dafne Schippers, Eva Lubbers, Jamile Samuel                       | 42,70 |            |
| 7         | 3    | Brasilien           | Ana Claudia Silva, Franciela Krasucki, Evelyn dos Santos, Rosângela Santos        | 42,91 |            |
| i.u.      | 4    | Trinidad och Tobago | Michelle-Lee Ahye, Kelly-Ann Baptiste, Kai Selvon, Semoy Hackett                  | i.u.  | DNF        |